# Тебеньков Леонід Олександрович
Леонід Олександрович Тебеньков (27 травня 1913, місто Іжевськ, тепер Удмуртія, Російська Федерація — 3 вересня 1979, місто Іжевськ, тепер Удмуртія, Російська Федерація) — радянський державний діяч, сталевар Іжевського металургійного заводу Удмуртської АРСР. Депутат Верховної ради СРСР 2—4-го скликань.

## Життєпис
Народився в родині робітника Іжевського заводу. З 1928 року працював підпаском худоби.
Закінчив школу фабрично-заводського учнівства в місті Іжевську. Після закінчення школи ФЗУ — пічник, завальник, з 1931 року — підручний сталевара Іжевського металургійного заводу.
У 1935—1937 роках служив у Червоній армії. Закінчив школу молодшого командного складу РСЧА та вступив до комсомолу.
У 1937—1938 роках — підручний сталевара, з 1938 року — сталевар сталеливарного цеху № 23 Іжевського металургійного заводу. Стахановець-новатор, був організатором на заводі комсомольсько-молодіжної бригади швидкісного сталеваріння.
Член ВКП(б) з 1942 року.
Потім — персональний пенсіонер. Помер 3 вересня 1979 року в місті Іжевську.

## Нагороди
- два ордени Леніна (1944,)
- орден Трудового Червоного Прапора
- медалі
- Почесний металург СРСР